# Moa (Kuba)
Moa – miasto we wschodniej Kubie (prowincja Holguín), nad Oceanem Atlantyckim. Jej nazwa pochodzi od wymarłych gatunków ptaków.
Jeden z głównych w kraju ośrodków wydobycia rud niklu. Ponadto wydobycie rud kobaltu, żelaza i chromu. W mieście rozwinął się przemysł hutniczy, znajduje się tu również port lotniczy Orestes Acosta.